# Billy Campbell

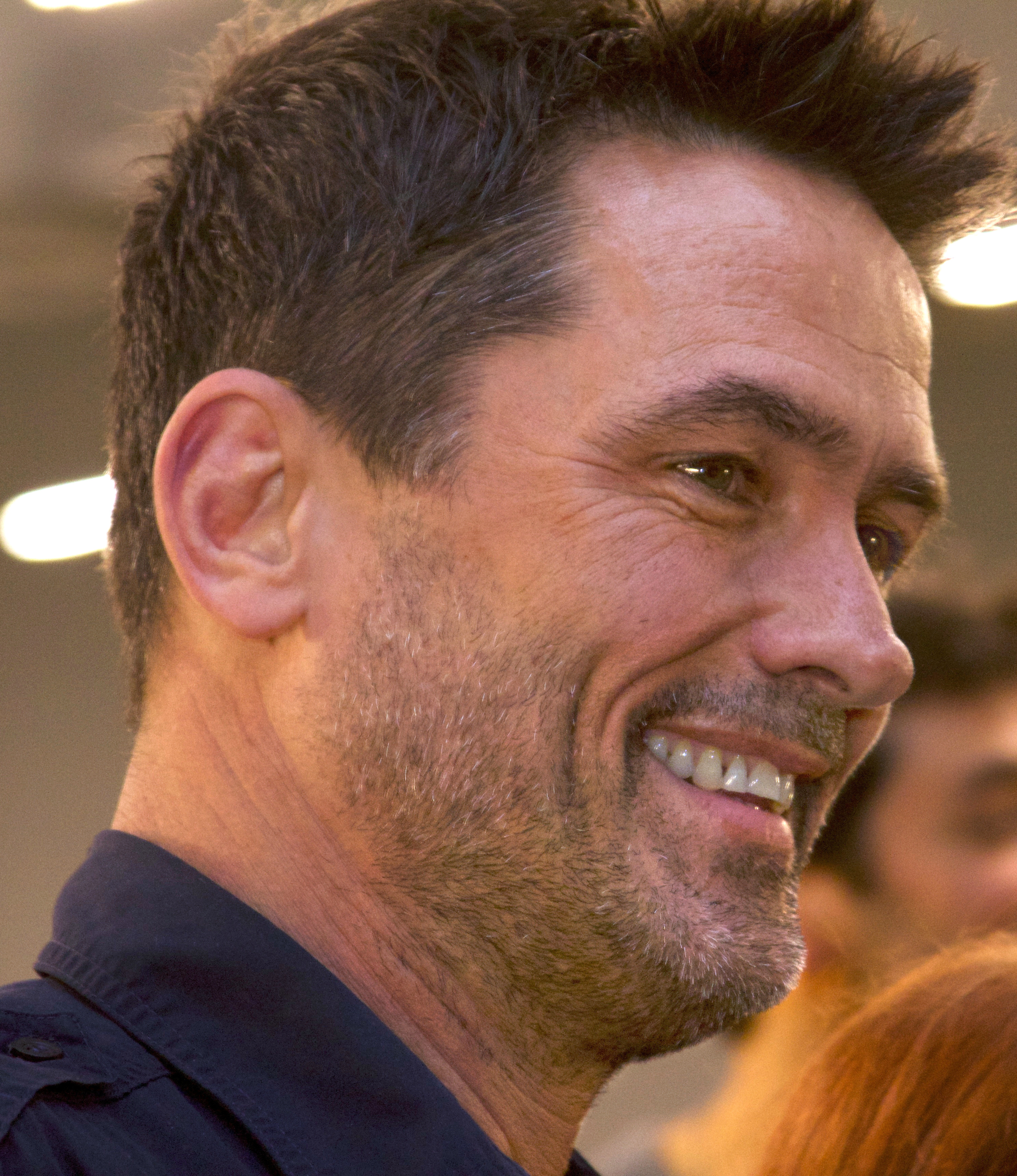
Billy Campbell (2013)

William Oliver Campbell (* 7. Juli 1959 in Charlottesville, Virginia) ist ein US-amerikanischer Schauspieler.

## Leben
Als Campbell zwei Jahre alt war, ließen sich seine Eltern scheiden und heirateten beide noch mehrere Male. Er hat dadurch insgesamt sechs Halbgeschwister. Durch die Trennung der Eltern war Campbell sowohl auf der Pferderanch seiner Mutter in Charlottesville als auch in Chicago bei seinem Vater, einem Immobilienmakler, zu Hause.
In Virginia besuchte er einige Jahre lang die Militärschule. Anschließend an der Highschool zeigte er erste kreative Züge, u. a. durch das Comiczeichnen. Bei einem Vorsprechen an der Highschool wurde er für eine Schulproduktion (The Man Who Came To Dinner) engagiert und lernte somit zum ersten Mal das Schauspielen kennen. Dennoch zeigte er nach der Highschool keine Ambitionen, sein schauspielerisches Können zu etablieren, sondern beschäftigte sich hauptsächlich mit Rugby und dem Alkoholismus.
Anfang der 1980er-Jahre beschloss Campbell allerdings einen Lebenswandel, zog zu seinem Vater nach Chicago und besuchte die American Academy of Art, um professioneller Comiczeichner zu werden. Während der Ausbildung besuchte er diverse Schauspielkurse mit einem Freund und erkannte erst währenddessen, dass das Schauspielen seine Berufung sei. Er reiste an die Westküste, um seine Schauspielkarriere voranzutreiben und erhielt eine kleine Rolle in der Fernsehserie Familienbande sowie ein Gastspiel in der Fernsehserie Hotel. Bekannt wurde er ab 1984 durch die Rolle des Luke Fuller, dem homosexuellen Freund von Steven Carrington in der Serie Der Denver-Clan. Im Jahr 1986 erhielt er dann einen festen Platz in der NBC-Serie Crime Story. 1988 spielte er in der zweiten Staffel von Raumschiff Enterprise – Das nächste Jahrhundert die titelgebende Figur des Thadiun Okona in der Folge Der unmögliche Captain Okona. Doch erst im Jahr 1991 erlebte seine Karriere mit dem Disney-Film Rocketeer einen Aufschwung. Nach dieser Produktion war er unter anderem in Bram Stoker’s Dracula zu sehen.
Ein Jahr später startete Campbell eine Broadwaykarriere und war unter anderem auf der Bühne in dem Stück Hamlet zu sehen. Doch seine Bühnenkarriere sollte nicht lange andauern. Bereits ein Jahr später sollte er wieder im Fernsehen zu sehen sein, und zwar 1993 in der Detektivserie Moon over Miami, welche keinen großen Erfolg verzeichnen konnte. Er spielte viele Nebenrollen sowie vereinzelt Hauptrollen, wie in den Serien-Verfilmungen der Romanreihe Stadtgeschichten von Armistead Maupin: Stadtgeschichten, Mehr Stadtgeschichten und Noch mehr Stadtgeschichten.
In der Familienserie Noch mal mit Gefühl gab Campbell ab 1999 die Hauptrolle des Rick Sammler, für die er 2000 einen People’s Choice Award erhielt. 2002 hatte er an der Seite von Jennifer Lopez eine tragende Hauptrolle in dem Film Genug – Jeder hat eine Grenze bekleidet. In der Fernsehserie 4400 – Die Rückkehrer spielte er ab 2004 wiederkehrend den Jordan Collier, in der vierten und letzten Staffel der Serie gehörte er zur Hauptbesetzung. Weitere Rollen in meist Fernsehserien und Fernsehfilmen folgten. Ab 2011 spielte er in der US-Neuverfilmung der dänischen Krimiserie Kommissarin Lund – Das Verbrechen, The Killing, den Darren Richmond. In Helix hatte Campbell ab 2014 als Dr. Alan Farragut erneut eine Serienhauptrolle, ebenso ab 2017 in Cardinal als titelgebender Detective John Cardinal.
Ab 2019 war er wiederkehrend als Synchronsprecher in der auf dem gleichnamigen Film basierenden Animationsserie The Rocketeer im englischen Original zu hören. Für drei Folgen der Computeranimationsserie Star Trek: Prodigy nahm er ab 2022 seine Star-Trek-Rolle als Thadiun Okona erneut als Sprecher auf.
2022 wirkte er in norwegischen Produktionen wie Narvik oder Troll in Nebenrollen mit.
In seinen meisten Werken wird Campbell als Billy Campbell geführt, vereinzelt als William oder Bill Campbell, sowie in meist norwegischen Produktionen als Ollie Campbell.
Campbell galt in den US-Medien lange Zeit als eingefleischter Junggeselle. Die Liaison mit der Schauspielerin Jennifer Connelly, die er am Set zu Rocketeer kennen und lieben gelernt hat, hielt fünf Jahre lang. Zuvor war er mit der Schauspielerin Virginia Madsen verlobt. Im Jahr 2000 wählte ihn das People Magazin zu den 50 schönsten Männern der Welt. Campbell lebt inzwischen mit seiner aus Norwegen stammenden Ehefrau und den beiden gemeinsamen Kindern auf einem Bauernhof in Rygge.

## Filmografie (Auswahl)
- 1981: Dschungel der Apokalypse (How Sleep the Brave)
- 1984: Familienbande (Familie Ties, Fernsehserie, Folge 3x09)
- 1984–1985: Der Denver-Clan (Dynasty, Fernsehserie, 19 Folgen)
- 1985: Hotel (Fernsehserie, Folge 2x10)
- 1985: First Steps
- 1986: Dream West (Fernsehserie)
- 1986: Crime Story (Fernsehserie, 40 Folgen)
- 1988: Raumschiff Enterprise: Das nächste Jahrhundert (Star Trek: The Next Generation, Fernsehserie, Folge 2x04 Der unmögliche Captain Okona)
- 1989: CBS Summer Playhouse (Fernsehserie, Folge 3x08)
- 1990: Checkered Flag
- 1991: Rocketeer (The Rocketeer)
- 1992: Bram Stoker’s Dracula (Dracula)
- 1993: Die Nacht mit meinem Traummann (The Night We Never Met)
- 1993: Gettysburg
- 1993: Stadtgeschichten (Tales of the City, Fernsehserie, 5 Folgen)
- 1993: Moon over Miami (Fernsehserie, 13 Folgen)
- 1994: Dickwad
- 1995: Under the Hula Moon
- 1995: Out There (Fernsehfilm)
- 1996: Lover’s Knot (Fernsehfilm)
- 1996: The Cold Equations (Fernsehfilm)
- 1997: Automatic Avenue (Fernsehfilm)
- 1997: Menno’s Mind
- 1997: Elissa
- 1997: Das zweite Dschungelbuch (Jungle Book 2: Mowgli and Baloo)
- 1997: Last Chance Love
- 1997: Hong Kong – Eine Liebe fürs Leben (Last Chance Love)
- 1998: The Brylcreem Boys
- 1998: Mehr Stadtgeschichten (More Tales of the City, Fernsehserie, 5 Folgen)
- 1998: Helen Keller – Weg aus dem Dunkel (Monday After the Miracle, Fernsehfilm)
- 1998: Max Q (Fernsehfilm)
- 1998: Frasier (Fernsehserie, Folge 5x17)
- 1999: Dead Man’s Gun (Fernsehserie, Folge 2x13)
- 1999–2002: Noch mal mit Gefühl (Once and Again, Fernsehserie, 63 Folgen)
- 2000: Am Anfang (In the Beginning, Fernsehfilm)
- 2001: The Rising Place
- 2001: Noch mehr Stadtgeschichten (Further Tales of the City, Fernsehserie, 3 Folgen)
- 2002: Genug – Jeder hat eine Grenze (Enough)
- 2003: Gods and Generals
- 2003: The Stranger Beside Me (Fernsehfilm)
- 2004–2007: 4400 – Die Rückkehrer (The 4400, Fernsehserie, 26 Folgen)
- 2005: O.C., California (The O.C, Fernsehserie, 7 Folgen)
- 2007–2008: Shark (Fernsehserie, 3 Folgen)
- 2008: The Circuit (Fernsehfilm)
- 2008: Wen die Geister lieben (Ghost Town)
- 2009: Meteoriten – Apokalypse aus dem All (Meteor, Fernsehzweiteiler)
- 2009: Eureka – Die geheime Stadt (Eureka, Fernsehserie, Folge 3x15)
- 2009: Revolution (Fernsehfilm)
- 2010: Melrose Place (Fernsehserie, 3 Folgen)
- 2010: Almost Kings
- 2011–2014: The Killing (Fernsehserie, 27 Folgen)
- 2013: Tom Hanks: Die Lincoln-Verschwörung (Killing Lincoln, Fernsehfilm)
- 2013: Copperhead
- 2014–2015: Helix (Fernsehserie, 26 Folgen)
- 2014: The Scribbler – Unzip Your Head (The Scribbler)
- 2017–2020: Cardinal (Fernsehserie, 24 Folgen)
- 2019–2020: The Rocketeer (Fernsehserie, 9 Folgen, Stimme)
- 2022, 2024: Star Trek: Prodigy (Fernsehserie, 3 Folgen, Stimme)
- 2022: Troll
- 2022: Narvik (Kampen om Narvik)
- 2024: Mr. & Mrs. Smith (Fernsehserie, Folge 1x03)
- 2025: Ich weiß, was du letzten Sommer getan hast (I Know What You Did Last Summer)